# Sukkal

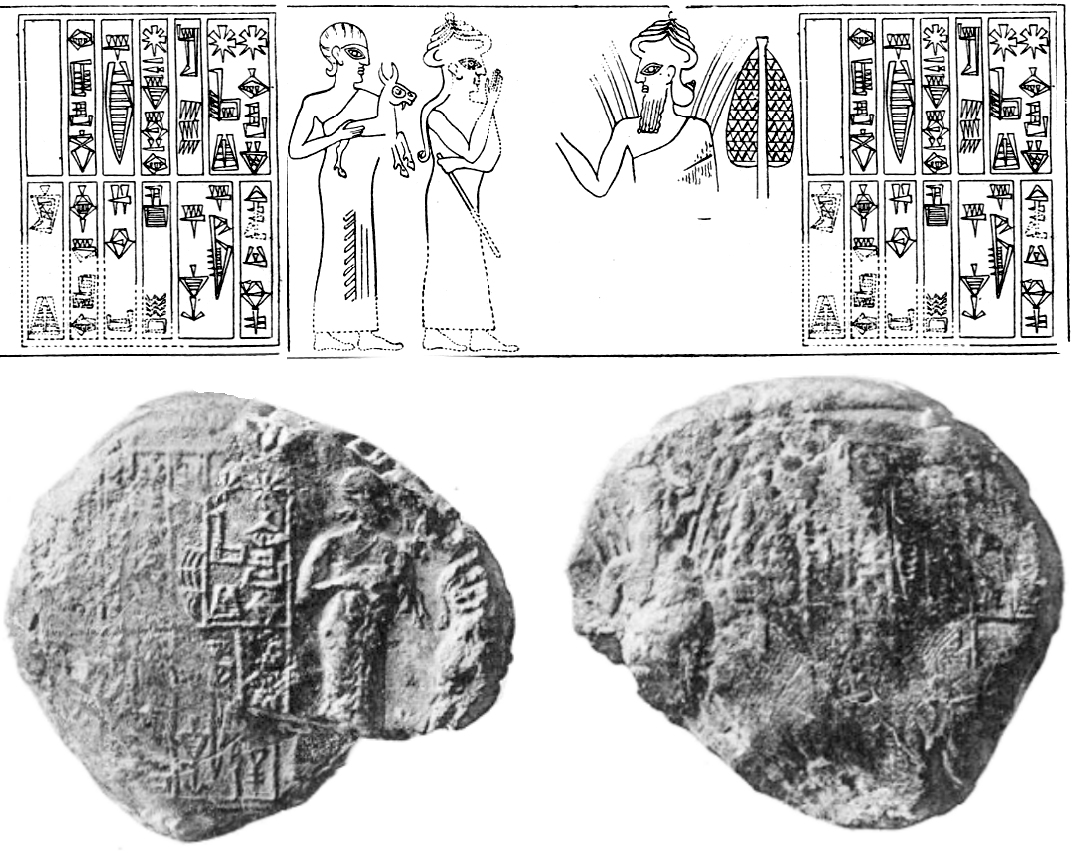
Sello de Lugal-ushumgal como servidor de Naram-Sin, que posiblemente represente a Ninshubur, sukkal arquetípico, portando un bastón, el atributo de esta clase de deidades.

Sukkal o sucal (𒈛 LUH sumerio: sukkal; acadio: sukkallu), traducido del sumerio como visir, ministro, asistente, secretario o emisario, designaba tanto a un tipo de oficiales como a un grupo de deidades en la Antigua Mesopotamia.
Históricamente, los sukkales se encargaban de supervisar la ejecución de diversas órdenes reales y actuaban como enviados diplomáticos y traductores de dignatarios extranjeros. En la mitología, las deidades conocidas como sukkals desempeñaban un papel similar, actuando como sirvientes, consejeros y emisarios de los principales dioses del panteón mesopotámico, como Enlil o Inanna. Podían actuar como deidades intercesoras que mediaban entre los fieles y los dioses principales.

## Sukkal como oficial del reino
Sukkal se refería a una clase específica de oficiales en la Antigua Mesopotamia que eran responsables de ejecutar las órdenes reales. Cumplían diversas funciones, entre ellas el rol de ministro, secretario o mensajero. Los sukkales no sólo eran responsables de tareas administrativas, sino que también actuaban como enviados diplomáticos y traductores para dignatarios extranjeros.
También es el término convencional para el jefe de la administración eblaíta, probablemente denominado lugal sa-za. La palabra sukkal está atestiguada en documentos eblaítas, pero aparentemente designa un tipo de clérigo. Pero tampoco el cargo de sukkal se limitó a Mesopotamia, sino que también se encontró en otras regiones, como el reino hurrita de Arrapa, en Alalaj y Mari en Siria, así como en Elam en la moderna Irán.
Al menos en el sur de Mesopotamia y en Mari, un sukkal servía de intermediario entre la administración real y los enviados extranjeros. Hay pruebas de que a menudo conocían más de una lengua y actuaban como traductores, y es probable que algunos fueran extranjeros o hijos de extranjeros que se establecieron en Mesopotamia. En algunos casos, siempre se mencionaba a un dignatario extranjero concreto junto al mismo sukkal local que lo acompañaba.
Algunos textos léxicos explican sukkal como pašišu, "sacerdote salvador", aunque se desconoce la razón de la equiparación de estos dos términos.
La misma palabra también se emplea convencionalmente como traducción del nombre de otro tipo de oficial no relacionado, badalum, utilizada en ciudades del norte de Siria, como Harrán o Abarsal, en el III milenio a. C.

### Sukkalmah
Un cargo relacionado, conocido en la Dinastía Temprana de Girsu y en los textos administrativos de la III Dinastía de Ur, era el de "sukkalmah" (GAL.SUKKAL, sukkalmaḫḫu)
Tonia Sharlach propone que este término se entienda como el equivalente a un secretario de estado moderno. Un sukkalmah estaba a cargo de varios sukkales. En Elam, este término se llegó a adoptar como título real, posiblemente porque los sukkalmahs del estado de Ur III, que residían en Lagash, cerca del territorio elamita, estaban a cargo de los territorios que rodeaban Susa cuando el estado al que servían alcanzó su máxima extensión. La llamada dinastía Sukkalmah gobernó Elam a principios del II milenio a. C.

## Sukkal como tipo de deidad
En la religión mesopotámica, algunas deidades recibían el nombre de sukkales y funcionaban como la contrapartida divina de los oficiales humanos. Sus funciones son más conocidas que las de sus homónimos humanos, ya que los mitos son más directos que los textos económicos y administrativos. Un sukkal era el miembro de mayor rango de la corte de una deidad y en las listas de dioses, los sukkales pueden incluso aparecer antes que los hijos de las deidades, aunque no son los únicos servidores que puede tener una deidad. 
En varios documentos aparecen tres clases distintas de sirvientes divinos: los consejeros y representantes (incluidos los sukkales, de los que podía haber más de uno), las deidades que atienden las necesidades personales de un dios y, por último, los encargados del mantenimiento de su casa, como los cocineros o jardineros divinos.
En los mitos, los sukkales actúan como enviados itinerantes de sus señores y como sus consejeros en su casa. La sabiduría se consideraba con frecuencia un rasgo de esta clase de deidades. Aunque la mayoría de las deidades tenían cortesanos, por lo general, solo aquellos cuya posición en el panteón estaba bien establecida tenían sukkales, y los sukkales de los dioses de las grandes ciudades eran probablemente las deidades más antiguas de este tipo. Los casos en que un sukkal tenía su propio sukkal, aunque conocidos, deberían considerarse una anomalía, según Richard L. Litke. Por ejemplo, Niggina, una sukkal del dios solar Utu, tenía su propio sukkal, al igual que Alammus, la sukkal del dios lunar Nanna.
La diosa Ninshubur, era la sukkal de la diosa originaria sumeria Inanna. Está considerada en asiriología como la sukkal más antigua e importante y representa el arquetipo de la divinidad visir o asistente de otra divinidad principal.
Los sukkales podían actuar como deidades intercesoras, lo que ha dado lugar a comparaciones entre ellos y otra clase de deidades menores, los lamma, en modernos académicos. Ambos podían ser representados en escenas similares en sellos cilíndricos, conduciendo a un visitante humano hasta su señor divino. La diosa Lammashaga fue identificada tanto como sukkal y como lamma.
Una tercera clase de divinidades implicadas en la intercesión eran las esposas de dioses mayores, y, en ocasiones, también se hacen comparaciones entre ellas y las divinidades sukkales; por ejemplo, el papel de mediadora entre una divinidad mayor y los adoradores desempeñado por Ninshubur en el culto de Inanna se ha comparado con el que desempeñaban las esposas de otros dioses mayores, Aya en el culto de Shamash o Shala en el de Adad.
El papel de los sukkales como intercesores, servidores y mensajeros permite establecer paralelismos con los ángeles. Por ello, Jan van Dijk y Frans Wiggermann describen tentativamente el estudio de los sukkales como "angelología sumeria". De manera similar, se ha argumentado que la naturaleza de las deidades lamma se puede comparar con la idea moderna de los ángeles guardianes.